# アルトミュールタール自然公園

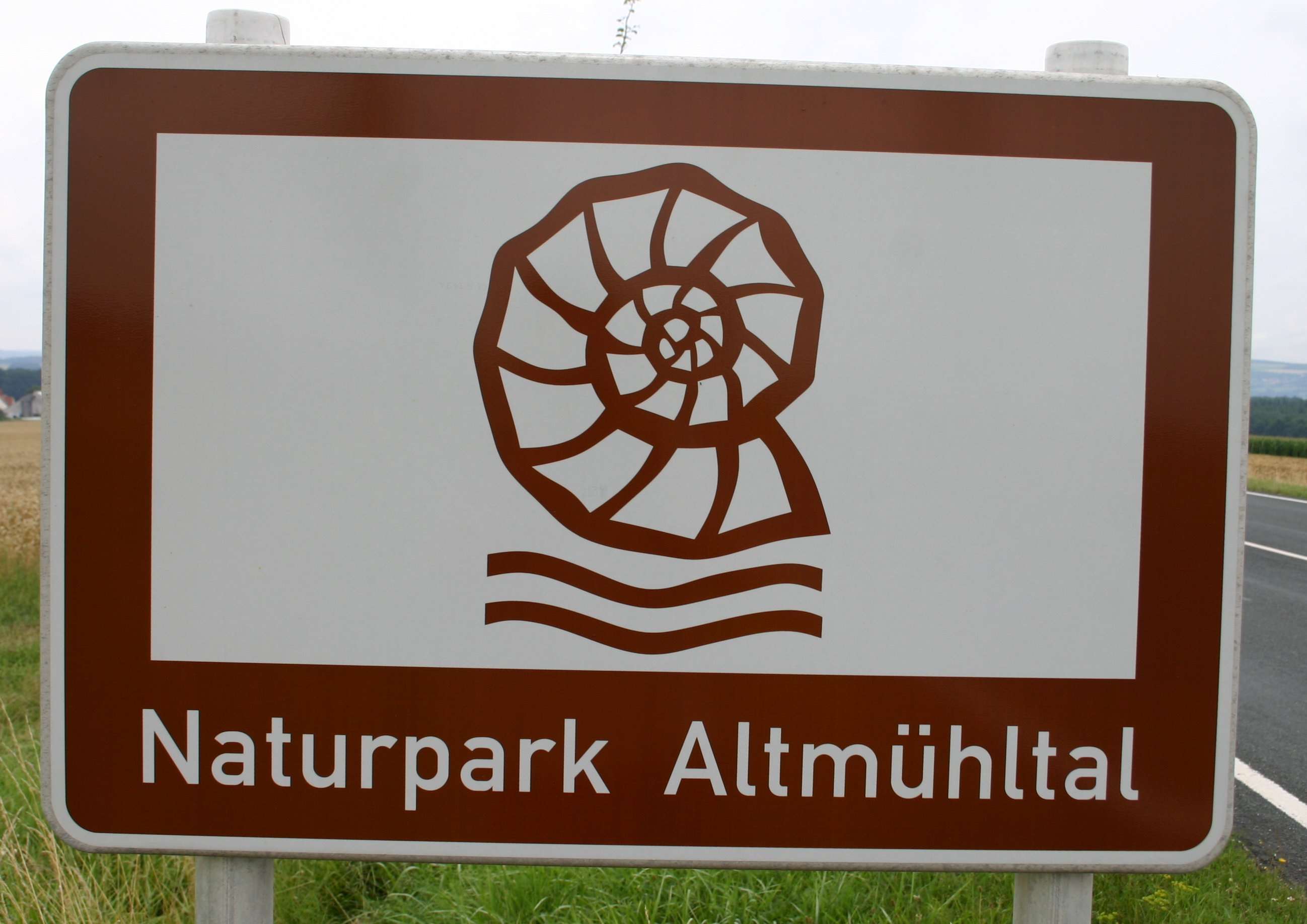
公園の看板

アルトミュールタール自然公園 (ドイツ語: Naturpark Altmühltal)は、ドイツ・バイエルン州の自然公園。規模は2,962 km²。インゴルシュタットのすぐ北側にあり、アルトミュール川によって東西に分けられている。

## 概要
アルトミュールタール自然公園は1969年7月25日にパッペンハイムにて設置された。ドイツの自然公園中4番目の規模を誇る。
自然公園内にはゾルンホーフェン石灰岩の石切場が点在し、始祖鳥を始めジュラ紀の動植物の化石が数多く発掘されている。

## 地理

### 範囲
ミッテルフランケン、オーバーバイエルン、ニーダーバイエルン行政管区、シュヴァーベン行政管区、オーバープファルツ行政管区にまたがる広大な敷地を有する。
公園の大部分はアイヒシュテット郡で、一部ヴァイセンブルク＝グンツェンハウゼン郡、ドナウ＝リース郡、ノイマルクト・イン・デア・オーバープファルツ郡、レーゲンスブルク郡、ロート郡、ケールハイム郡、ノイブルク＝シュローベンハウゼン郡が含まれる。

### 公園内の自治体
| - バイルングリース - ベルヒング - ディートフルト・アン・デア・アルトミュール - ドルンシュタイン - アイヒシュテット - エッシング - グレーディング - グンツェンハウゼン - ケールハイム - マルクスハイム | - モンハイム (シュヴァーベン) - メルンスハイム - ノイブルク・アン・デア・ドナウ - パッペンハイム - リーデンブルク - タールメッシング - ティッティング - トロイヒトリンゲン - ヴァイセンブルク・イン・バイエルン - ヴェムディング |

## 文献
- Das Tal der Uraltmühl, 144 Seiten, Tümmels, Nuremberg, ISBN 3-921590-98-1
- Das Urdonautal der Altmühl, 132 Seiten, Tümmels, Nuremberg, ISBN 3-921590-88-4